# Алексис Лав
Алексис Лав (на английски: Alexis Love) е артистичен псевдоним на американската порнографска актриса от мексикански произход Дона Никол Гутиерес.
Родена е на 7 април 1987 г. в град Сакраменто, щата Калифорния, САЩ. Според някои източници е родена на 7 април 1988 г.
Дебютира като актриса в порнографската индустрия през 2006 г., когато е на 19-годишна възраст.

## Награди и номинации
Номинации за награди
- 2007: Номинация за CAVR награда за звездица на годината.[3]
- 2008: Номинация за AVN награда за най-добра нова звезда.[4]